# Scopula disclusaria
Scopula disclusaria là một loài bướm đêm trong họ Geometridae.